# Striptease (álbum)
Striptease es el noveno LP de El Chojin, publicado en 2007 y que consta de diecisiete canciones.